# NGC 772
NGC 772 é uma galáxia espiral localizada a cerca de cento e onze milhões de anos-luz (aproximadamente 34,03 megaparsecs) de distância na direção da constelação de Áries. Possui uma magnitude aparente de 10,3, uma declinação de +19º 00' 22" e uma ascensão reta de 1 horas,  59 minutos e 20,3 segundos.